# D'lectrified
D'lectrified è l'ottavo album in studio del cantante statunitense Clint Black, pubblicato il 28 settembre 1999.

## Tracce
1. Bob Away My Blues – 3:06 (Toy Caldwell)
2. Are You Sure Waylon Done It This Way (con Waylon Jennings) – 5:55 (Waylon Jennings)
3. Hand in the Fire – 4:38 (Clint Black, Hayden Nicholas)
4. Outside Intro (To Galaxy Song) (feat. Eric Idle) – 0:39 (Clint Black, Eric Idle)
5. Galaxy Song – 2:24 (Eric Idle, John DuPrez)
6. When I Said I Do (con Lisa Hartman) – 4:30 (Clint Black)
7. Been There (con Steve Wariner) – 5:27 (Clint Black, Steve Wariner)
8. Dixie Lullaby (con Bruce Hornsby) – 3:18 (Leon Russell, Chris Stainton)
9. Where Your Love Won't Go – 2:43 (Clint Black, Steve Wariner)
10. Love She Can't Live Without – 3:41 (Clint Black, Skip Ewing)
11. Burn One Down – 3:57 (Clint Black, Frankie Miller, Hayden Nicholas)
12. Who I Use to Be – 3:29 (Clint Black, Hayden Nicholas)
13. Harmony (con Kenny Loggins) – 5:27 (Clint Black, Kenny Loggins, Hayden Nicholas)
14. No Time to Kill – 5:36 (Clint Black, Hayden Nicholas)
15. Something That We Do – 2:48 (Clint Black, Skip Ewing)

## Classifiche
| Classifica (1999) | Posizione massima |
| ----------------- | ----------------- |
| Stati Uniti       | 75                |